# Hoplideres laevipennis
Hoplideres laevipennis là một loài bọ cánh cứng trong họ Cerambycidae.